# Karl Bohny
Karl Bohny – as lotnictwa niemieckiego Luftstreitkräfte z 8 zwycięstwami w I wojnie światowej.
Na początku 1917 roku służył w Jagdstaffel 5. W lecie 1917 roku został przeniesiony do Kest 7. W jednostce dnia 17 sierpnia 1917 zestrzelił dwa balony francuskie. 18 stycznia 1918 roku został przydzielony do Jagdstaffel 17. W jednostce odniósł 6 zwycięstw ostatnie 30 października nad trzecim swoim balonem obserwacyjnym. Powojenne losy Karla Bohny nie są znane. 